# Lambert Beauduin

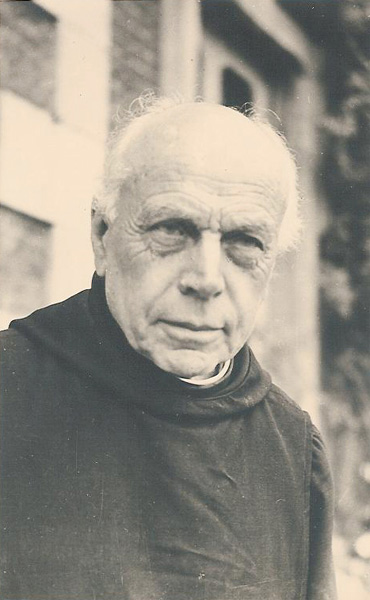
Dom Lambert Beauduin OSB

Dom Lambert Beauduin (ur. 5 maja 1873 w Rosoux-les-Waremme, zm. 11 stycznia 1960 w Chevetogne) – belgijski benedyktyn, pionier ruchu liturgicznego i ekumenicznego.

## Życiorys

### 1873-1925
Święcenia kapłańskie przyjął w 1897, po czym przez dwa lata był wychowawca w niższym seminarium duchownym. Następnie przyłączył się do kapłańskiego stowarzyszenia "Kapelanów Pracy" (Aumôniers du Travail) i pracował w środowisku robotniczym. W 1906 wstąpił klasztoru benedyktynów w Mont-César, gdzie rok później złożył śluby wieczyste. W klasztorze zaangażował się w ruch odnowy liturgii. Redagował pisma "La Vie Liturgique" oraz "Questions Liturgiques". Organizował spotkania poświęcone liturgii (tzw. dni lub tygodnie liturgiczne). W 1909 głośnym echem odbiło się jego wystąpienie Kongresie Narodowych Dzieł Katolickich w Malines, w czasie którego wskazał, iż udział w liturgii powinien być podstawową forma pobożności wiernych. dało to impuls w przemianie poszukiwań liturgicznych w bardziej pastoralne. W 1914 opublikował książkę "La Piété de l’Église, Principes et faits" (wyd. polskie "Modlitwa Kościoła", Kraków 1987), w której przedstawił swoje poglądy na rolę liturgii w życiu Kościoła. W 1921 został profesorem Instytutu Anselmianum w Rzymie i wykładał tam teologię dogmatyczną. W pierwszej połowie lat 20. uczestniczył w rozmowach katolicko-anglikańskich w Malines pod patronatem kardynała Desiré Merciera. Wywołał wówczas kontrowersję, proponując w memoriale do kardynała Merciera przywrócenie jedności z kościołem anglikańskim, poprzez ustanowienie w Anglii patriarchatu na wzór tradycji wschodniej. Interesował się także Kościołem Wschodnim. W 1923 odwiedził prawosławne oraz unickie wspólnoty we wschodniej Galicji, spotkał się też z metropolitą Andrzejem Szeptyckim

### 1925-1932
W 1925 podjął wezwanie Piusa XI skierowane do benedyktynów, w którym papież wskazywał na wagę głębszego poznania prawosławia. W związku z tym założył klasztor w Amay-sur-Meuse, na którego czele stanął. Od kwietnia 1926 zaczął w nim wydawać pismo "Irénikon". W klasztorze podjęto badania nad liturgią wschodnią, celebrowano także Eucharystię w rytach łacińskim i słowiańskim. Celem tych działań było zbliżenie pomiędzy chrześcijaństwem wschodnim i zachodnim. Poszukiwania ekumeniczne o. Beauduina zostały zakwestionowane przez władze kościelne, które w 1928 zdymisjonowały go z funkcji przeora, a w 1932 nakazały opuścić klasztor. Oczekiwano bowiem, że zakonnicy będą raczej formowani dla nawracania prawosławnych na katolicyzm. 

### 1932-1960
W 1932 podporządkował się poleceniom władz kościelnych i zamieszkał w opactwie w En-Calcat. Następnie kilkakrotnie zmieniał jeszcze miejsce zamieszkania. Pozostawał aktywny w ruchu ekumenicznym i liturgicznym. Współpracował z dominikanami przy tworzeniu Duszpasterskiego Ośrodka Liturgicznego w Paryżu. W 1951 pozwolono mu powrócić do założonego przez siebie klasztoru, który w 1939 został przeniesiony do Chevetogne, gdzie zmarł w 1960. Intuicje o. Beauduina zostały podjęte w Kościele na nowo w związku z obradami Soboru Watykańskiego II. W szczególności zrezygnowano z prozelityzmu w kontaktach ekumenicznych oraz doprowadzono do zmian liturgicznych umożliwiających większy udział świeckich w celebracji Eucharystii.